# Војско (Идрија)
Војско (словен. Vojsko, итал. Voschia) је насељено место у општини Идрија, Горишка регија, Словенија.

## Историја
До територијалне реорганизације у Словенији било је у саставу старе општине Идрија.

## Становништво
У попису становништва из 2011. године, Војско је имало 209 становника.
| Број становника према пописима | Број становника према пописима | Број становника према пописима |
| ------------------------------ | ------------------------------ | ------------------------------ |
| 1991                           | 2002                           | 2011                           |
| 211                            | 197                            | 209                            |

Напомена: Године 2006. повећана за делове насеља Горења Каномља и Средња Каномља.

## Галерија
- Брдарјев слап на Гачнику
- камени зид
- узвишење Велики Голак
- партизанско гробље